# Lac Clear (Oregon)
Pour les articles homonymes, voir Clear Lake.
Le lac Clear est un lac de montagne situé à 138 km d'Eugene, dans l'État de l'Oregon aux États-Unis. Il est composé de deux bassins principaux reliés par un goulot d'étranglement. Le lac est principalement alimenté par les eaux de ruissellement de la neige à proximité du Mont Washington et les zones environnantes. Les eaux s'infiltrent et ruissellent à travers des cavernes souterraines pendant plus de 20 ans avant de se jeter dans le lac. Le lac est également alimenté par deux petits ruisseaux qui peuvent se tarir suivant la saison.
Le lac Clear devient la rivière McKenzie qui est la source d'eau potable de la ville d'Eugene.

## Plongée
Le lac est réputé pour la clarté de ses eaux qui permettent la pratique de la plongée. Les plongeurs peuvent observer, à 30 m de profondeur, un ensemble d'arbres qui ont été immergés depuis près de 3 000 ans, lorsque l'activité volcanique a créé le lac. Les arbres sont remarquablement conservés en raison des températures froides de l'eau toute l'année comprises entre 1,6 à 6 °C.

## Images

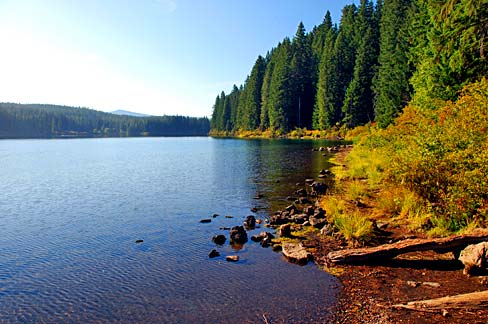
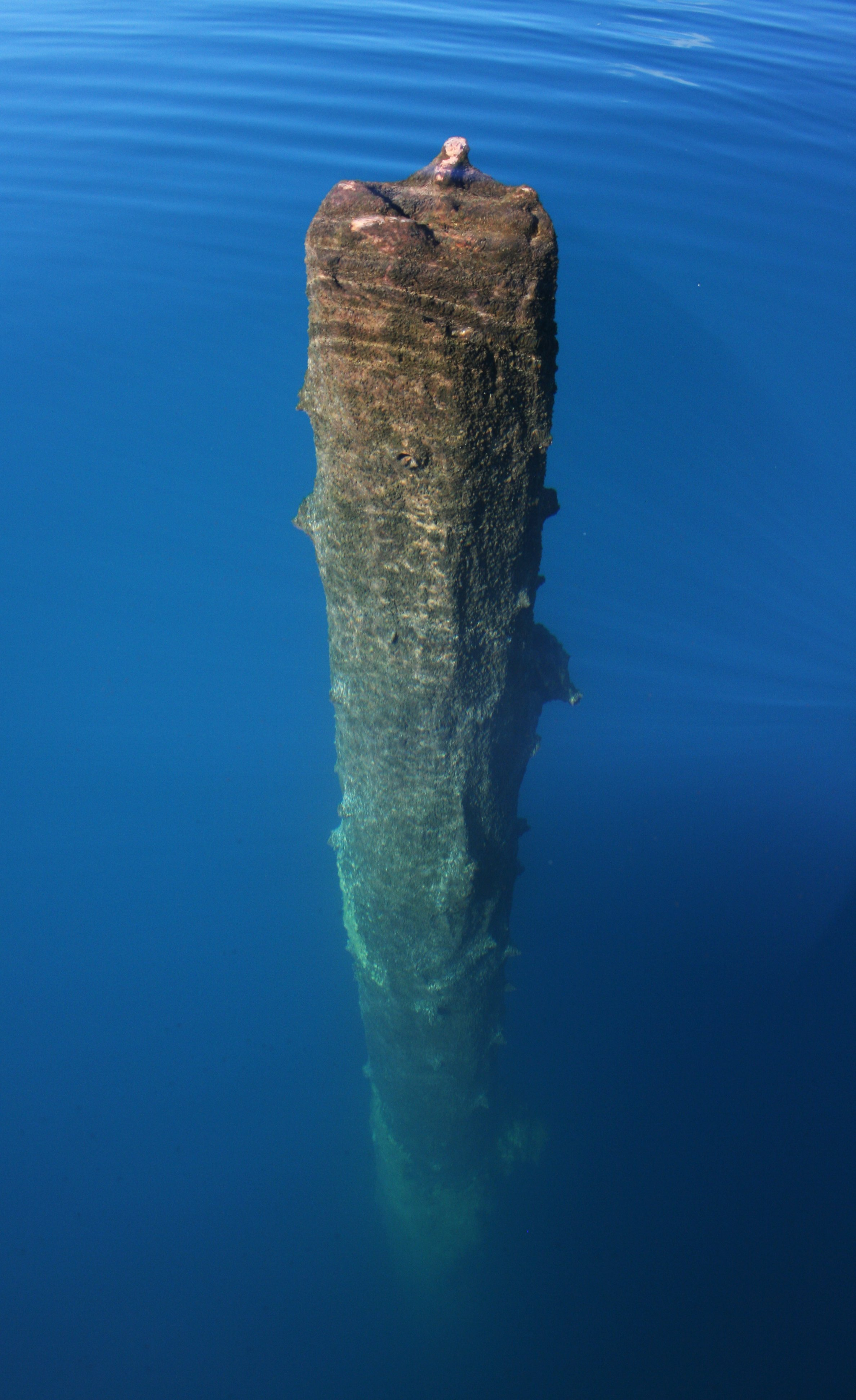
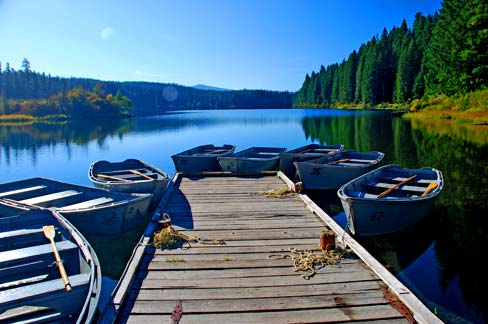

## Source
- (en) Cet article est partiellement ou en totalité issu de l’article de Wikipédia en anglais intitulé « Clear Lake (Linn County, Oregon) » (voir la liste des auteurs).